# Museu Bi Moreira
Museu Bi Moreira é um museu de cunho histórico localizado no campus histórico da Universidade Federal de Lavras.
Fundado oficialmente em 9 de setembro de 1983, o Museu Bi Moreira tem a missão de ampliar o acesso da sociedade ao patrimônio cultural, por meio da pesquisa de acervo, comunicação e história do município de Lavras (MG) e da UFLA. Salvaguarda coleções históricas, etnográficas, arqueológicas, de ciência e tecnologia com cerca de cinco mil artefatos. Esses testemunhos, vinculados à história do município de Lavras e da UFLA, são elos entre o presente e o passado. Ressalta-se que o prédio Álvaro Botelho, no qual o Museu está abrigado, é protegido como patrimônio cultural municipal e integra o campus histórico da UFLA, importante conjunto arquitetônico de valor patrimonial e cultural.

## História
O museu idealizado por Sílvio do Amaral Moreira (1912-1994), apelidado "Bi Moreira", originalmente se chamava Museu de Lavras. Começou a ganhar forma a partir de 1949, muito incentivado pela Sociedade dos Amigos de Lavras (SAL) a qual ele era um dos fundadores. O museu originalmente estava abrigado numa das salas da dita sociedade, instalada em elegante edifício localizado na Rua Cincinato de Pádua, propriedade de Maria Pádua Pereira. Em 1954 a SAL e o museu se mudaram para uma das salas da Câmara Municipal, e posteriormente o acervo histórico seria levado para o prédio central da chácara Dr. Jorge, do Instituto Presbiteriano Gammon. Ainda nos anos 1960, quando a Igreja do Rosário estava abandonada e em ruínas, Bi Moreira foi um dos grandes defensores da preservação do monumento, onde tinha esperanças de instalar seu museu numa das alas do templo. Este projeto acabou não se realizando.
Nos anos 1970 o museu ganharia novo fôlego ao ser transferido para o prédio Álvaro Botelho, na Escola Superior de Agricultura de Lavras (ESAL, hoje UFLA), a partir de iniciativa do diretor Alysson Paulinelli. No início o museu ocupava somente algumas salas do prédio, mas com a mudança da sede administrativa da ESAL para o campus novo, o Museu de Lavras passou a ocupar todo o casarão onde se encontra até hoje.
O acervo histórico continuava a crescer, num catálogo de milhares de peças das mais variadas, como instrumentos de tortura de escravos, materiais usados durante as duas Guerras Mundiais além de arquivos fotográficos e de documentos em geral. Celma Alvim registra que este feito muito se deve aos esforços solitários e pacientes do museólogo, que também recebia valorosos auxílios de amigos e entusiastas. Bi Moreira sempre rechaçou a ideia de vender alguma peça, mesmo quando o assédio dos colecionadores era grande e suas economias pessoais, escassas.
Em 1983, como parte das comemorações dos 75 anos da ESAL, com muita justiça o museu passa a se chamar Museu Bi Moreira. No final de 2011 o museu foi temporariamente fechado ao público para a elaboração de um novo plano museológico. Desde 2014 o Museu Bi Moreira encontra-se fechado, sendo aberto esporadicamente com exposições temporárias.

## Curadores e diretores
|   | Início | Fim  | Museólogo                       |
| - | ------ | ---- | ------------------------------- |
| 1 | 1949   | 1979 | Sílvio do Amaral Bi Moreira     |
| 2 | 1979   | 2006 | Ângelo Alberto de Moura Delphim |
|   | 2006   | 2014 | período vago                    |
| 3 | 2014   | Hoje | Patrícia Muniz Mendes           |